# ザンクト・ゴアールスハウゼン
ザンクト・ゴアールスハウゼン（独: Sankt Goarshausen）は、ドイツ連邦共和国 ラインラント＝プファルツ州ライン＝ラーン郡に存在する市。ローレライ連合自治体 (独: Verbandsgemeinde Loreley) の行政庁所在地となっている。
コブレンツの南約30kmに位置する。ユネスコの世界遺産「ライン渓谷中流上部」の領域内にある観光の街で、ライン川の右岸にある。対岸にはザンクト・ゴアーがあり、近くには有名なローレライがある。

## 友好都市
- 犬山市（日本愛知県）

風景がヨーロッパ中部を流れるライン川に似ていることから、日本ライン（木曽川）と呼ばれる場所がある。